# Seznam čtvrtí v Haifě
Toto je seznam čtvrtí v Haifě:

## Oficiální administrativní dělení
Pro účely statistické, administrativní a demografické je Haifa rozdělena na devět čtvrtí. Jde často o umělé územní jednotky:
Kirjat Chajim-Kirjat Šmu'el
- podčásti Kirjat Šmu'el, Kirjat Chajim Ma'aravit, Kirjat Chajim Mizrachit

Mifrac Chejfa
- podčásti Chalucej ha-Ta'asija, Lev ha-Mifrac, Namal Chejfa – Namal ha-Kišon

ha-Ir ha-Tachtit
- podčásti ha-Ir ha-Tachtit Mizrach, ha-Ir ha-Tachtit Merkaz, ha-Ir ha-Tachtit Ma'arav

Ma'arav Chejfa
- podčásti Chof Bat Galim – Kirjat Eli'ezer, Chof Šikmona, ha-Chof ha-Dromi

ha-Karmel
- podčásti Karmelija-Vardija, Karmel Merkazi u-Ma'aravi, Karmel Carfati

Hadar
- podčásti Hadar-Ma'arav, Hadar Eljon, Hadar-Merkaz, Hadar-Mizrach

Neve Ša'anan – Jizre'elija
- podčásti Mordot Neve Ša'anan, Neve Ša'anan, Jizre'elija

Ramot Neve Ša'anan
- podčásti Ziv – Ramat Alon a Remez – Ramat Sapir

Ramot ha-Karmel
- podčásti Romemot, Achuza, Cir Chorev, Cir Abu Chuši

## Urbanistické a neformální dělení
- Abbás
- Achuza
- Bat Galim
- Ejn ha-Jam
- Ge'ula
- Giv'at Downes
- Giv'at Zemer
- Hadar ha-Karmel
- Haifská univerzita
- ha-Mošava ha-Germanit (Německá kolonie)
- Herzlija
- Hod ha-Karmel (Denja)
- Chalisa
- Chejfa el-Atika
- Jizre'elija
- Kababir
- Karmel Cfoni
- Karmel Carfati
- Karmel Ma'aravi
- Karmel Merkazi
- Karmel Vatik
- Karmelija
- Kfar Samir
- Kirjat Eli'ezer
- Kirjat Elijahu
- Kirjat ha-Memšala Rabin
- Kirjat Chajim
- Kirjat Šmu'el
- Kirjat Šprincak
- Me'onot Ge'ula
- Mevo'ot Dromijim
- Nachala
- Neve David
- Neve Josef
- Neve Karmel
- Neve Paz
- Neve Ša'anan
- Ramat Alon
- Ramat Almogi
- Ramat Begin
- Ramat Ben Gurion
- Ramat Eškol
- Ramat Golda
- Ramat Hadar
- Ramat ha-Tišbi
- Ramat Chen
- Ramat Sapir
- Ramat Ša'ul
- Ramat Vižnic
- Ramot Remez
- Romema
- Savjonej ha-Karmel
- Ša'ar ha-Alija
- Šambur
- Šchunat Ziv
- Technion – Izraelský technologický institut
- Tel Amal
- Vádí Nisnas
- Vádí Salib
- Vardija

Poznámka: Nejde o městské čtvrti v oficiálním, administrativním vymezení. Mnohé z uvedených čtvrtí se vzájemně překrývají nebo jsou podčástmi jiných čtvrtí. Některé jsou velkými městskými celky, jiné jen menším urbanistickým souborem.